# Volvi
Volvi (řecky Λίμνη Βόλβη) je jezero v regionální jednotce Soluň v kraji Střední Makedonie v Řecku. Leží v oblasti zvané Mygdonie nedaleko pobřeží Egejského moře. Má rozlohu 70 km².

## Pobřeží
Po severním břehu vede dálnice kopírující starověkou silnici Via Egnatia, jejíž ruiny se nacházejí jižněji. Na východě se nachází úžina Makedonská Tempi, která vypadá jako údolí Tempi v centrálním Řecku. Na břehu se nacházejí města Rentina, Madytos, Apollonia, Egnatia a Sochos.

## Vodní režim
Z jezera odtéká řeka Richios do Strymského zálivu Egejského moře.